# Norden for Den røde Flod
Norden for Den røde Flod (originaltitel North of 36) er en amerikansk stumfilm fra 1924 instrueret af Irvin Willat.

## Medvirkende
- Jack Holt som Don McMasters
- Ernest Torrence som Jim Nabours
- Lois Wilson som Taisie Lockheart
- Noah Beery som Slim Rudabaugh
- David Dunbar som Dell Williams
- Stephen Carr som Cinquo Centavos
- Guy Oliver som Major McCoyne
- William Carroll som Sanchez